# Vingt-Hanaps
Vingt-Hanaps is een plaats en voormalige gemeente in het Franse departement Orne in de regio Normandië en telt 422 inwoners (1999). De plaats maakt deel uit van het arrondissement Alençon.

## Geschiedenis
Op 1 januari 2016 fuseerde Vingt-Hanaps met de gemeenten Forges en Radon tot de gemeente Écouves.

## Geografie
De oppervlakte van Vingt-Hanaps bedraagt 11,5 km², de bevolkingsdichtheid is 36,7 inwoners per km².
De onderstaande kaart toont de ligging van Vingt-Hanaps met de belangrijkste infrastructuur en aangrenzende gemeenten.

## Demografie
Onderstaande figuur toont het verloop van het inwonertal (bron: INSEE-tellingen).